# 김도건
김도건(1993년 9월 26일~)은 대한민국의 배우이다.

## 출연작

### 영화
- 《범죄도시4》 (2024년) - 정다윗 역 (광수대 막내 형사, 두 번째 천만영화)
- 《범죄도시3》 (2023년) - 정다윗 역 (광수대 막내 형사, 첫 천만영화)
- 《살인택시괴담: 야경 챕터2》 (2020년)
- 《암전》 (2019년) - 준서역 배우 역
- 《쎈놈》 (2019년) - 백동호 역
- 《테이블 매너》 (2018년) - 건우 역

### 드라마
- 《진흙탕 연애담 시즌2》 (웹드라마, 2020년)
- 《나의 이름에게》 (웹드라마, 2019년) - 최한결 역
- 《세상 잘 사는 지은씨 2》 (웹드라마, 2019년) - 차민규 역
- 《사의 찬미》 (SBS, 2018년)
- 《황후의 품격》 (SBS, 2018년)
- 《펜트하우스 3》 (SBS, 2021년) (특별출연)
- 《지금, 헤어지는 중입니다》 (SBS, 2021년) - 지미 역
- 《소년심판》 (넷플릭스, 2022년) - 서동균 역
- 《마녀는 살아있다》 (TV조선, 2022년) - 동네 열쇠공 역

### 뮤직비디오
- 김동률 – 여름의 끝자락

### 광고
- 피자헛
- 삼성 S아카데미
- 삼성 더 세로
- 삼성 갤럭시 S10
- 네스프레소